# Aspidonema ruehmi
Aspidonema ruehmi är en rundmaskart. Aspidonema ruehmi ingår i släktet Aspidonema och familjen Bunonematidae. Inga underarter finns listade i Catalogue of Life.